# Ivar Fallenius
Ivar Constantin Engelbrekt Fallenius, född den 26 april 1866 i Örebro, död den 25 april 1951 i Domkyrkoförsamlingen i Göteborg, var en svensk köpman.
Efter studentexamen och underbefälsutbildning praktiserade Fallenius i en exportfirma i Göteborg, senare i Frankrike och England. Efter tiden utomlands återvände han till Göteborg, där han 1891 startade en speditionsfirma på Drottninggatan 11. Senare samma år, när företaget expanderat, flyttade firman till Skeppsbron 1 och i december inträdde vännen Leopold Leffler som kompanjon och firmanamnet blev Fallenius & Leffler. 
År 1893 lämnade Leffler firman och Ivar Fallenius drev den vidare ensam. Företaget ombildades till aktiebolag 1908 och Fallenius var dess verkställande direktör; från slutet av 1940-talet även styrelseordförande. Företaget växte och blev ett av de större transport- och speditionsföretagen i Sverige. Avdelningskontor öppnades i Stockholm, Malmö, Helsingborg, Trelleborg, Borås, Eskilstuna och Norrköping.
Fallenius & Leffler blev när Rederi AB Nordstjernan 1904 startade Johnson-linjen dess representant i Göteborg. År 1928 inleddes lastbilstrafik mellan Göteborg och Stockholm genom inköp av ett lastbilsföretag i Göteborg. Trafiken överläts på ett dotterbolag, Fallenius godstrafik.
Fallenius var delägare i assuransfirman Ankarcrona & Co, vilken 1907 övertogs av Fallenius & Leffler. I början av 1900-talet grundade Fallenius Compoboardfabriken, vilken tillverkade ett väggbeklädnadsmaterial och färdiga hus.
Ivar Fallenius var ordförande i Göteborgs speditörförening 1934–1942 och tog initiativet till Sveriges speditörföreningars riksförbund 1937 där han var ordförande 1937–1942. Han var engagerad i styrelsen för Svenska mässan där han var ordförande i dess verkställande nämnd 1923–1943 och i dess styrelse 1933–1944. Som frimurare var han ledamot av styrelsen för Frimurarbarnhuset i Göteborg 1917–1943.
För sina insatser för Svenska mässan mottog Fallenius Göteborgs stads förtjänsttecken den 4 juni 1948.
Ivar Fallenius var son till Constantin Maximilian Fallenius. Han är begravd på Örgryte gamla kyrkogård.